# Мартін О Кайн
Мартін О Кайн (ірл. Máirtín Ó Cadhain 1906, Спідл — 18 жовтня 1970, Дублін) — ірландський письменник і літературний критик.

## Біографія
Мартін О Кайн народився в сім'ї бідних ірландських фермерів, працював учителем у сільській школі. Вступивши в Ірландську республіканську армію, він позбувся місця вчителя і п'ять років з 1939 по 1944 провів у таборі у графстві Кілдер. О Кайн виступав за мовну автономію ірландців і вважав, що якщо Ірландія втратить мову, вона залишиться без національної літератури, а це означає кінець для всього народу. 
Найвідомішим романом Мартіна О Кайна є «Цвинтарний бруд» (ірл. «Cré na Cille»), випущений у 1949 році. Книга є видатним зразком ірландського модернізму і протягом 66 років не перекладалася на англійську мову. Тільки у 2015 і 2016 роках були випущені два переклади - «The Dirty Dust» і «Graveyard Clay»  . 